# Zalamea la Real
Zalamea la Real – gmina w Hiszpanii, w prowincji Huelva, w Andaluzji, o powierzchni 238,86 km². W 2011 roku gmina liczyła 3365 mieszkańców.